# Sattawas Leela
Sattawas Leela (thailändisch ศตวรรษ ลีลา, * 17. Februar 2003), auch als Pek bekannt, ist ein thailändischer Fußballspieler.

## Karriere

### Verein
Sattawas Leela spielte für die Jugendmannschaften des Erstligisten BG Pathum United FC in Pathum Thani. Zur Rückrunde der Saison 2021/22 wechselte er für sechs Monate leihweise zum Zweitligisten Raj-Pracha FC. Sein erstes Pflichtspiel für Raj-Pracha absolvierte er am 12. Januar 2022 in der ersten Runde des Thai League Cup gegen den Erstligisten Ratchaburi Mitr Phol. Ratchaburi gewann das Spiel 3:1. Sein Zweitligadebüt für den Verein aus Bangkok gab Sattawas Leela am 16. Januar 2022 (19. Spieltag) im Heimspiel gegen den Nakhon Pathom United FC. Hier wurde er in der 84. Minute für Srithai Bookok eingewechselt. Raj-Pracha gewann das Spiel 2:1. Nach seiner Rückkehr zu BG wurde Leela kurze die Saison 2022/23 an den Drittligisten STK Muangnont FC ausgeliehen. Mit dem Verein aus Ayutthaya spielte er zwölfmal in der Bangkok Metropolitan Region der Liga. Die Saison 2023/24 wurde er an den Zweitligisten Phrae United FC ausgeliehen. Für den Klub aus Phrae bestritt er 22 Zweitligaspiele. Nach der Ausleihe kehrte er zu BG zurück. Hier wurde jedoch sein Vertrag nicht verlängert. Im Juli 2024 verpflichtete ihn der Erstligaabsteiger Police Tero FC.

### Nationalmannschaft
Bei der Asienmeisterschaft 2018 in Malaysia stand er zwar im Kader der thailändischen U-17-Nationalmannschaft, kam aber in den drei Vorrundenspielen zu keinem Einsatz.